# عملیات یو-گو
عملیات یو-گو (انگلیسی: Operation U-Go) حمله ژاپنی‌ها در مارس ۱۹۴۴ علیه نیروهای امپراتوری بریتانیا در مناطق شمال شرقی هند مانیپور و تپه‌های ناگا (که در آن زمان به عنوان بخشی از آسام اداره می‌شد) آغاز شد.